# Адамчик, Адам
Адам Ада́мчик (пол. Adam Eucharyst Adamczyk; род. 1 октября 1950, Варшава) — польский дзюдоист, чемпион и призёр чемпионатов Польши и Европы, призёр чемпионата мира, участник двух Олимпиад.

## Карьера
Выступал в полусредней весовой категории (до 78-80 кг). Чемпион (1972, 1974, 1977, 1978), серебряный (1971, 1973, 1976) и бронзовый (1975, 1979, 1982) призёр чемпионатов Польши. Победитель и призёр международных турниров. Чемпион (1977), серебряный (1976, 1978) и бронзовый (1974, 1975, 1979) призёр чемпионатов Европы. Бронзовый призёр чемпионата мира 1979 года в Вене.
На Олимпиаде 1972 года в Мюнхене Адамчик проиграл новозеландцу Рику Литтлвуду и занял 19-е место. На следующей Олимпиаде в Монреале Адамчик стал 18-м.